# Milivoje Đorđević
Milivoje Đorđević (Kosovo Polje, 25. jun 1946.) je prvi mentor tradicionalnih srpskih igara i pesama u Sloveniji.

## Biografija
Milivoje Đorđević rođen je u selu Dobri Dub kod Kosova Polja. Posle studija na višoj pedagoškoj školi u Prištini, radio je u domu kulture u Kosovu Polju. Kao koreograf, Milivoje Đorđević je vodio folklornu sekciju „Branko Medenica“ i finansijsko poslovanje. Pošto nije imao stalno zaposlenje, 1973. godine je došao u Ljubljanu i u roku od godinu dana završio školu za otpravnika vozova i 1975. godine dobio stan i posao otpravnika vozova na stanici Bled Jezero, gde i danas živi.

## Srpski folklor u Sloveniji
1991. godine Milivoje Đorđević je pozvan u Kulturno umetničko društvo „Sveti Sava“ da uči decu srpske nacionalnosti da igraju tradicionalne srpske igre i pesme. Njegov rad sa decom se pročuo po Sloveniji. Kao prvi koreograf u Sloveniji, vodio je Kulturno umetnička društva:
„Sveti Sava“, Kranj (1991 - 1994)
„Moj Mir“, Ljubljana (1993. godina)
„Mladost “, Ljubljana (1994 - 1999)
„Brdo“ , Kranj (1995 - 2003)
„Sloga“, Nova Gorica (1999 - 2008)
„Vuk Karadžić“, Radovljica (2007-2008 folklor, 2012 - pevačka grupa)
„Balkan“ u Špitalu u Austriji (2008 - 2016)

## Gostovanja
- KUD „Moj Mir“ iz Ljubljane, gostovao je na RTV Slovenija
- KUD „Mladost“ iz Ljubljane, nastup u Bosni i Hercegovini 1996. godine (Prijedor, Banja Luka, Oštra Luka i Bosanski Šamac)
- KUD „Sloga“ iz Nove Gorice gostovanje na smotri folklora „Beogradski pobednik“ 2000. godine i TV Primorka
- KUD „Vuk Karadžić“ iz Radovljice 2002. godine organizovana je humanitarna akcija raseljenim licima sa Kosova i dodeljena novčana sredstva ekonomskoj školi Veljko Vlahović iz Prištine u Kraljevu.

## Priznanja
Za 25. godina njegovog truda i rada u širenju srpske kulture i srpskog folklora u Sloveniji, dobio je razna priznanja, plakete i zahvalnice.